# 大炊御門嗣雄
大炊御門 嗣雄（おおいのみかど つぐお）は、鎌倉時代末期の公卿。太政大臣・大炊御門信嗣の二男。官位は従二位・非参議。
家嫡であった異母兄・良宗よりも長命であった。

## 経歴
以下、『公卿補任』、『尊卑分脈』の内容に従って記述する。
- 文永2年（1265年）11月8日、従五位下に叙せられる。
- 文永3年（1266年）2月1日、侍従に任ぜられる。
- 文永4年（1267年）2月27日、従五位上に昇叙。
- 文永6年（1269年）1月5日、正五位下に昇叙。
- 文永7年（1270年）1月21日、伊予権介に任ぜられる。同年閏9月4日、従四位下に昇叙。侍従は元の如し。
- 文永8年（1271年）7月2日、従四位上に昇叙[2]。
- 文永11年（1274年）2月20日、右少将に任ぜられる。同年10月3日、左中将に転任。
- 建治元年（1275年）1月6日、正四位下に昇叙[3]。
- 建治2年（1276年）1月23日、播磨介を兼ねる。同年5月26日、春宮権亮を兼ねる。
- 建治3年（1277年）12月4日、春宮権亮を辞した。
- 弘安9年（1286年）閏12月16日、左中将を辞した[4]。
- 徳治2年（1307年）8月23日、大納言であった兄・良宗が薨去[5]。
- 延慶2年（1309年）12月30日、従三位に叙せられる。
- 延慶4年（1311年）3月20日、父・信嗣が薨去。
- 正和3年（1314年）1月5日、正三位に昇叙。
- 正和5年（1316年）11月23日、従二位に昇叙。
- 正中2年（1325年）9月、出家。同年10月23日、薨去。享年は60〜64と推測される。